# Robert Goddard (auteur)
Robert Goddard (Fareham, Hampshire, 13 november 1954) is een Brits auteur van historische thrillers of van thrillers met ten minste een historische achtergrond. Hij debuteerde in 1986 met Past Caring (in het Nederlands vertaald als Verjaard bedrog).
Goddard studeerde geschiedenis aan de universiteit van Cambridge. Hierna werkte hij in het onderwijs. Hij was ook nog ambtenaar en vertegenwoordiger totdat hij zich in 1986 volledig richtte op het schrijven van thrillers.